# Göran Lindblad (Schriftsteller)
Karl Göran Leonard Lindblad (* 18. September 1894 in Nässja, Östergötland; † 26. März 1930) war ein schwedischer Schriftsteller und Literaturhistoriker.
Lindblad studierte in Lund und erwarb 1924 den Doktorgrad in Philosophie. Er war von 1917 bis 1922 für das Svenska Dagbladet tätig. Seit 1924 arbeitete er im Verlag P. A. Norstedt & Söner. Lindblad war unter anderem als Theaterkritiker tätig.

## Werke
- Verner von Heidenstam. Stockholm 1913.
- August Strindberg som berättare. studier i hans tidigare prosa. Norstedts, Stockholm 1924.
- Vers och prosa. Norstedt, Stockholm 1925.